# Argynnis voraxides
Argynnis voraxides är en fjärilsart som beskrevs av Reuss 1922. Argynnis voraxides ingår i släktet Argynnis och familjen praktfjärilar. Inga underarter finns listade i Catalogue of Life.